# Honnør Oku-iwa
Honnør Oku-iwa (japanisch ホノール奥岩) ist ein 2,84 km² großer Felsvorsprung an der Prinz-Harald-Küste des ostantarktischen Königin-Maud-Lands. Er ragt südlich des Honnørbreen und östlich der Byvågåsane auf.
Japanische Wissenschaftler nahmen von 1975 bis 1978 Vermessungen vor und fertigten Luftaufnahmen an. Benannt ist der Felsvorsprung seit 1981 in Anlehnung an die Benennung des benachbarten Honnørbreen.